# چمپ (میسوری)
قهرمان (به انگلیسی: Champ) یک روستا (ایالات متحده آمریکا) در ایالات متحده آمریکا است که در شهرستان سنت لوئیس، میزوری واقع شده‌است.
 قهرمان ۲٫۰۷ کیلومتر مربع مساحت و ۱۳ نفر جمعیت دارد و ۱۸۷ متر بالاتر از سطح دریا واقع شده‌است.